# أري غلاس
أري غلاس (بالإنجليزية: Ari Glass)‏ هو مؤدي ورسام ومصمم أمريكي، ولد في 1989 في سياتل في الولايات المتحدة.

## وصلات خارجية
- أري غلاس على موقع IMDb (الإنجليزية)